# Finlandia na Zimowych Igrzyskach Olimpijskich 1932
Finlandię na Zimowych Igrzyskach Olimpijskich 1932 reprezentowało siedmiu zawodników (sami mężczyźni). Był to trzeci start reprezentacji Finlandii na zimowych igrzyskach olimpijskich.

## Zdobyte medale
| Medal  | Zawodnik        | Dyscyplina        | Konkurencja            | Rezultat    |
| ------ | --------------- | ----------------- | ---------------------- | ----------- |
| Złoto  | Veli Saarinen   | Biegi narciarskie | Bieg na 50 km          | 4:28:00,0 h |
| Srebro | Väinö Liikkanen | Biegi narciarskie | Bieg na 50 km mężczyzn | 4:28:20,0 h |
| Brąz   | Veli Saarinen   | Biegi narciarskie | Bieg na 18 km mężczyzn | 1:25:24,0   |

## Skład kadry

### Biegi narciarskie
Mężczyźni
| Konkurencja   | Zawodnik           | czas               | Pozycja            |
| ------------- | ------------------ | ------------------ | ------------------ |
| Bieg na 18 km | Veli Saarinen      | 1:25:24,0          | brąz               |
| Bieg na 18 km | Martti Lappalainen | 1:26:31,0          | 4.                 |
| Bieg na 18 km | Valmari Toikka     | 1:27:51,0          | 7.                 |
| Bieg na 18 km | Väinö Liikkanen    | 1:28:30,0          | 9.                 |
| Bieg na 50 km | Tauno Lappalainen  | 4:45:02,0          | 7.                 |
| Bieg na 50 km | Martti Lappalainen | Nie ukończył biegu | Nie ukończył biegu |
| Bieg na 50 km | Väinö Liikkanen    | 4:28:20,0          | srebro             |
| Bieg na 50 km | Veli Saarinen      | 4:28:00,0          | złoto              |

### Łyżwiarstwo figurowe
| Zawodnik        | Konkurencja | Nota   | Pozycja |
| --------------- | ----------- | ------ | ------- |
| Marcus Nikkanen | Soliści     | 2420,1 | 4.      |

### Łyżwiarstwo szybkie
Mężczyźni
| Zawodnik       | Konkurencja      | Eliminacje | Eliminacje | Finały          | Finały          |
| Zawodnik       | Konkurencja      | Czas       | Miejsce    | Czas            | Miejsce         |
| -------------- | ---------------- | ---------- | ---------- | --------------- | --------------- |
| Ossi Blomqvist | Bieg na 1500 m   | b.d        | 5.         | → Nie awansował | → Nie awansował |
| Ossi Blomqvist | Bieg na 5000 m   | b.d        | 5.         | → Nie awansował | → Nie awansował |
| Ossi Blomqvist | Bieg na 10 000 m | b.d        | 5.         | → Nie awansował | → Nie awansował |